# Bahnhof Wiesbaden-Biebrich
Der Bahnhof Wiesbaden-Biebrich ist heute nur noch ein Haltepunkt an der rechten Rheinstrecke auf der Gemarkung Biebrich der hessischen Landeshauptstadt Wiesbaden.

## Geschichte

Der Biebricher Bahnhof auf einer Aufnahme um 1900, damals unter dem Namen Biebrich-Mosbach

Der Bahnhof entstand im Zuge des Baus der nassauischen Rheintalbahn Wiesbaden – Rüdesheim – Oberlahnstein als Bahnhof Biebrich-Mosbach. Die Strecke und der Bahnhof wurden am 11. August 1856 für den öffentlichen Verkehr in Betrieb genommen. Der Bahnhof wurde mehrfach umbenannt und trug seit dem 1. Mai 1907 die Bezeichnung Biebrich Hauptbahnhof, seit dem 1. Oktober 1908 die Bezeichnung Biebrich West,  in Folge der Eingemeindung Biebrichs nach Wiesbaden 1926 seit dem 1. März 1927 die Bezeichnungen Wiesbaden-Biebrich und zum Winterfahrplan 1939 Wiesbaden Süd. Dabei darf der Bahnhof nicht mit dem ebenfalls in Biebrich gelegenen Wiesbaden-Biebrich Rheinbahnhof verwechselt werden. Das geschah allerdings schon zu Zeiten, als beide Bahnhöfe parallel in Betrieb waren, so häufig, dass die Reichsbahndirektion Mainz ihre Mitarbeiter wiederholt anwies, nur Frachtsendungen mit ganz eindeutig und korrekt ausgefüllten Frachtbriefen für diese beiden Bahnhöfe entgegenzunehmen. Beim Inkrafttreten des Sommerfahrplans am 28. Mai 1961 erhielt der Bahnhof dann wieder die Bezeichnung Wiesbaden-Biebrich.

## Betrieb
Betrieblich war der Bahnhof zunächst recht bedeutend. Hier trafen die nassauische Rheintalbahn vom damaligen Taunusbahnhof, später dem Wiesbadener Hauptbahnhof, aus Wiesbaden kommend auf die Verbindungskurve zwischen der Rheintalbahn und der Taunusbahn nach Frankfurt am Main. So gab es eine Zeit lang sogar Kurswagenläufe zwischen Wiesbaden und Biebrich für Züge zwischen dem Rheintal und Frankfurt, deren Lauf Wiesbaden und seine Kopfbahnhöfe vermied.

### Regionalverkehr
Der Biebricher Bahnhof wird stündlich, im Berufsverkehr teilweise auch halbstündlich, durch zwei Angebote der RheingauLinie bedient, die Linie RB10 und seit dem Fahrplanwechsel 2018/2019 die Linie RE9 als neue Expressverbindung nach Frankfurt (Main) Hbf, welche den Wiesbadener Hauptbahnhof auslässt und die direkte Strecke zwischen dem Bahnhof Wiesbaden-Biebrich und Mainz-Kastel befährt.
| Linie | Linienverlauf | Takt                                                                   |
| ----- | --- | ---------------------------------------------------------------------- |
| RE 9  | RheingauExpress: Eltville – Niederwalluf – Wiesbaden-Schierstein – Wiesbaden-Biebrich – Mainz-Kastel – Frankfurt-Höchst – Frankfurt (Main) Hbf Stand: Fahrplanwechsel Dezember 2023 | 60 min (nur zur HVZ)                                                   |
| RB 10 | RheingauLinie: Frankfurt (Main) Hbf – Frankfurt-Höchst – Mainz-Kastel – Wiesbaden Hbf – Wiesbaden-Biebrich – Wiesbaden-Schierstein – Niederwalluf – Eltville – Erbach (Rheingau) – Hattenheim – Oestrich-Winkel – Geisenheim – Rüdesheim (Rhein) – Assmannshausen – Lorch (Rhein) – Lorchhausen – Kaub – St. Goarshausen – Kestert – Kamp-Bornhofen – Filsen – Osterspai – Braubach – Oberlahnstein – Niederlahnstein – Koblenz Hbf – Koblenz Stadtmitte – Neuwied Stand: Fahrplanwechsel Dezember 2023 | 60 min 30 min (Frankf.–Assmannshausen) 30 min (Frankf.–KO Hbf zur HVZ) |

### Nahverkehr
Der Bahnhof Biebrich ist mit der Linie 47 der ESWE Verkehrsgesellschaft an den Nahverkehr in Wiesbaden angeschlossen.

## Empfangsgebäude
Das Empfangsgebäude ist architektonisch besonders repräsentativ gestaltet, da es zugleich Bahnhof für das Schloss Biebrich, Residenz der Herzöge von Nassau, war, dessen Park sich direkt gegenüber der Straßenseite des Bahnhofsgebäudes entfaltet. Architekt war Heinrich Velde, der das Gebäude in klassizistischem Stil auf einem H-förmigen Grundriss erstellte. Die Gestaltungselemente des Gebäudes wurden bei einer späteren Renovierung vereinfacht. Das Empfangsgebäude steht inzwischen als Kulturdenkmal unter Denkmalschutz.